# Carles Ridaura
Carles Ridaura i Casademont (Figueras, 1892 - ?, 1966) fue un escultor y orfebre español. 

## Biografía
Fue discípulo de Miguel Blay. En 1911 ganó la tercera medalla de la Exposición Internacional de Arte de Barcelona con la obra El barrendero. Participó en diversas exposiciones, como las nacionales de Madrid de 1942 y 1944. Fue también orfebre, labor en la que diseñó diversas joyas que expuso en 1917 en la Feria de Muestras de Barcelona.
Una de sus obras más famosas es Mujer con niño, elaborada para la Exposición Internacional de Barcelona de 1929. Formaba parte de un conjunto de cuatro esculturas situado en una balaustrada a los pies de las torres venecianas de la plaza de España, que incluía las Artes y la Industria de Ridaura, el Comercio de Enric Monjo y el Deporte de Josep Viladomat. Esta balaustrada fue eliminada en los años 1970 durante una reurbanización de la plaza debido a las obras del metro, y junto a ella desaparecieron las estatuas; tan solo se conservó una, la de las Artes —también llamada Mujer con niño—, trasladada a un lugar cercano, en la avenida del Paralelo cerca de la esquina con la calle de Lérida.